# 新垣尚之
新垣 尚之 （あらかき なおゆき、1964年 - ）は、日本の団体職員。沖縄振興開発金融公庫理事長。

## 人物・経歴
沖縄県国頭郡国頭村出身。沖縄県立辺土名高等学校を経て、1986年琉球大学法文学部卒業、沖縄振興開発金融公庫入庫。政策金利などに詳しく、1991年のパレットくもじの開業支援などにも携わった。
沖縄振興開発金融公庫新事業育成出資室長、沖縄振興開発金融公庫庶務部長、沖縄振興開発金融公庫総務部長などを経て、2022年から沖縄振興開発金融公庫融資第一部長を務めるとともに、宮古空港ターミナルビル取締役や、那覇空港ビルディング監査役、石垣空港ターミナル取締役を兼務。
2023年から沖縄振興開発金融公庫理事、沖縄県建設業審議会委員。2024年に川上好久の後任として沖縄振興開発金融公庫理事長に就任。